# Таміка золотоголова
Та́міка золотоголова (Cisticola exilis) — вид горобцеподібних птахів родини тамікових (Cisticolidae). Мешкає в Індії, Південно-Східній Азії та Австралії. Виділяють низку підвидів.

## Опис
Золотоголова таміка — дрібний птах, довжина якого становить від 9 до 11,5 см при вазі в 6-10 г. Самці дещо більші за самиць. Верхня частина тіла коричнева, поцяткована темно-коричневими або чорними смужками, нижня частина тіла кремова, боки охристі, крила чорні, горло біле.
Під час сезону розмноження забарвлення самів золотоголових тамік змінюється. Їх тіло набуває золотистого кольору, голова, груди і горло стають орнажево-золотистими, а хвости дещо скорочуються. Під час співу чубчик на голові стає дибки.

## Підвиди
Виділяють дванадцять підвидів:
- C. e. tytleri Jerdon, 1863 — від південного Непалу і північного сходу Індії до північної М'янми і південно-західного Китаю;
- C. e. erythrocephalus Blyth, 1851 — Індія;
- C. e. equicaudatus Baker, ECS, 1924 — східна М'янма, Таїланд та Індокитай;
- C. e. courtoisi La Touche, 1926 — південний і східний Китай;
- C. e. volitans (Swinhoe, 1859) — Тайвань;
- C. e. semirufus Cabanis, 1872 — Філіппіни і архіпелаг Сулу;
- C. e. rusticus Wallace, 1863 — Сулавесі і південь Молуккського архіпелагу;
- C. e. lineocapilla Gould, 1847 — Суматра, південний захід Калімантану, Ява, Малі Зондські острови, північно-західна Австралія;
- C. e. diminutus Mathews, 1922 — Нова Гвінея, острови Торресової протоки, північно-східна Австралія;
- C. e. alexandrae Mathews, 1912 — внутрішній райони північної Австралії;
- C. e. exilis (Vigors & Horsfield, 1827) — східна і південно-східна Австралія;
- C. e. polionotus Mayr, 1934 — архіпелаг Бісмарка.

## Поширення
Золотоголові таміки поширені в Індії, М'янмі, Непалі, Таїланді, Камбоджі, Лаосі, В'єтнамі, Китаї, Індонезії, Східному Тиморі, Австралії, на Філіппінах, Тайвані і на Папуа Новій Гвінеї. Вони живуть на відкритих трав'яних рівнинах, зокрема на луках і на полях, в саванах, на узліссях і в чагарникових заростях. Вони живуть на висоті до 1500 м над рівнем моря в Китаї і на висоті до 1800 м над рівнем моря на острові Ломбок.

## Поведінка і екологія
Золотоголові таміки харчуються комахами та іншими безхребетними, а також насінням трав. Живуть поодинці або невеликими зграйками. Сезон розмноження триває під час сезону дощів. В Китаї він триває з травня по липень, в Індії з квітня по серпень, на Молуккських островах з вересня по березень, на Новій Гвінеї з гнрудня по березень і в Південно-Східній Азії з квітня по вересень. В Північній Австралії птах розмножується впродовж всього року, в Західній Австралії з січня по травень, в Східній Австралії з жовтня по квітень. Самці золотоголових тамік можуть бути полігамними або моногамними. Гніздо створююється шляхом скріплення живого зеленого листя павутиння, травою і пухом. Воно має кулеподібну форму з бічним входом і розміщується в густій траві або чагарниках на висоті до 3 м над землею. В кладці 3-4 яйця, інкубаційний період триває 11 днів. Зазвичай 32% гніздувань завершуються успішно. Пташенята залишаються в гнізді 11-13 днів.

## Галерея

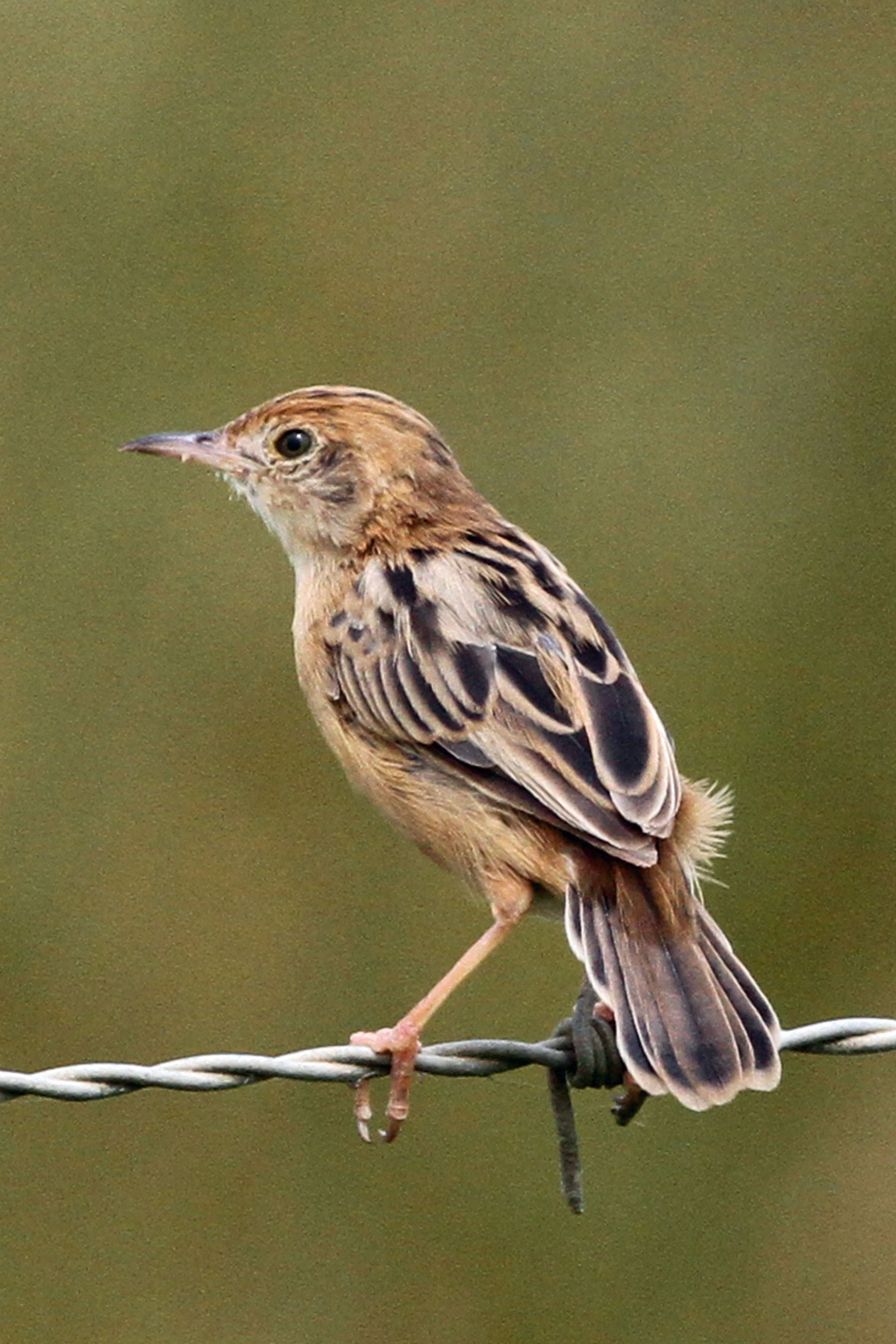
Самець золотоголової таміки поза сезоном розмноження
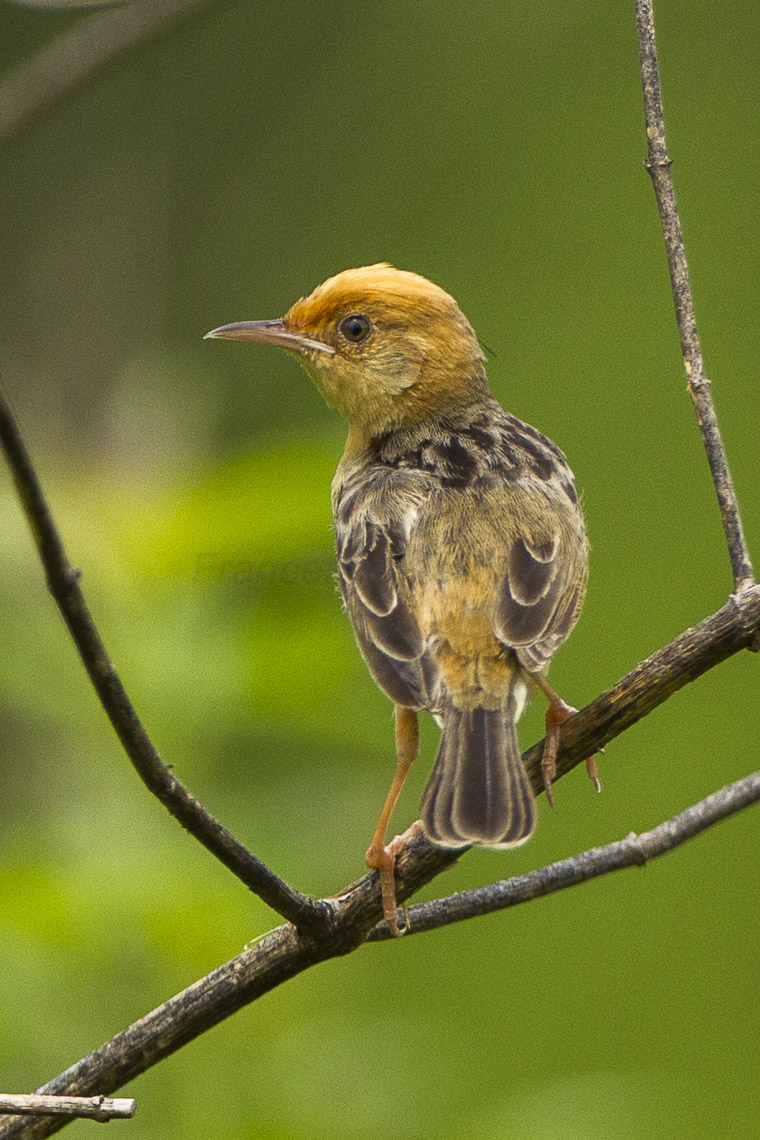
Самець золотоголової таміки під час сезону розмноження